# Ramree (ciutat)
Ramree o Ramri és una ciutat i municipi de Birmània, a l'estat Rakhine. La ciutat és capital del township del mateix nom i antiga capital del districte de Ramree (fins a 1852). És a prop de la costa oriental de l'illa de Ramree, a uns 25 km al nord del riu Tan.

## Història
Durant l'existència del regne d'Arakan fou seu d'un raja-governador de l'illa i llavors era anomenada Tan-myo (nom que va subsistir posteriorment de manera local). Sota domini birmà fou conservada com a capital d'un districte, però anomenada Yan-bai-myo o Yanbyemyo (abreujat Yanbye) mentre els arakanesos l'anomenaven Ran-breh-myo, abreujat Ran-breh del que deriva el seu nom actual, corrupció d'aquesta paraula pels europeus. Al principi del segle xix era una ciutat prospera amb un intens comerç amb Bengala, Vasai i Tavoy; però pocs anys després va patir greument durant la rebel·lió de Khyin-bran (Chinbryan, King Bering) des del 1811, i les mesures repressives dels birmans; Khyin-bran va tenir molts partidaris a la ciutat i després de la seva derrota i mort el 1815 un gran nombre d'habitants foren assassinats o forçats a fugir del país. A la primera Guerra Anglo-birmana la ciutat fou ocupada sense lluita per les forces del general MacBean, quan ja havia estat evacuada pels birmans; després de l'annexió formal de l'Arakan el 1826 al final de la guerra, Ramree fou declarada capital del districte de Ramree, fins al 1852 quan els districtes d'An i de Ramree foren units i la capital del nou districte va passar a Kyaukpyu que des del 1838 era capital d'An. la població el 1853 s'estimava en 9.000 habitants, tres quartes parts arakanesos, però la pèrdua de la capitalitat la va fer baixar en importància i el 1877 apareix amb només 4.028 habitants; al cens de 1881 eren 3.461.